# تماسين
تماسين بلدية تابعة دائرة تماسين ولاية تقرت تقع بين تقرت وبلدة عمر يقطنها حوالي 30805 نسمة
أقيم القصر القديم بتماسين على ربوة(تله) ارتفاعها حوالي 8امتار وطولها حوالي 400 متر وعرضها حوالي 300 متر ويطل هذا القصر على واحات النخيل,وكان يحيط به في السابق خندق(1) واسع يبلغ عرضه حوالي6امتارالغرض منع الأعداء من الدخول إلى القصر أثناء الهجمات,كما يساهم في تصريف مياه الأمطار ومياه النز(2),وتدعيما للدور الأمني الذي يلعبه الخندق أحيط القصر بسور عالي بلغ ارتفاعه حوالي 12 متر تخلله أربعة مداخل.

## شخصيات من البلدية
- محمد العيد قويدري -مناضل في جبهة التحرير الوطني
- محمد العيد بكوش